# Clima della Spagna
     Oceanico continentale
     Oceanico litorale
     Clima subtropicale
     Clima alpino
     Clima steppico
     Mediterraneo continentale
     Mediterraneo litorale

Clima spagnolo.
Oceanico continentale
Oceanico litorale
Clima subtropicale
Clima alpino
Clima steppico
Mediterraneo continentale
Mediterraneo litorale

La Spagna è divisa in vari biomi. La causa di questa naturale suddivisione del territorio è da ricercare soprattutto nelle differenze climatiche che distinguono molto bene i vari ambienti. La Spagna può, climaticamente, essere divisa in sei regioni principali:
- La costa mediterranea, con predominanza dei caratteri propri di questo mare, con temperature medie invernali miti (in gennaio, il mese più freddo, sono generalmente comprese fra i 8 °C e i 13 °C, a seconda della latitudine) ed estive elevate, ma non torride (in luglio e agosto, i mesi più caldi, sono comprese fra i 22 °C e i 27 °C). Per quanto riguarda le precipitazioni sono concentrate generalmente nei mesi autunnali e in inverno. Si avranno pertanto estati secche ed inverni umidi. Anche le coste atlantiche del sud e la pianura del Guadalquivir hanno un clima assimilabile a quello mediterraneo, pur se influenzato dalla vicinanza dell'Oceano, con temperature miti e precipitazioni abbondanti lungo la costa ed estati più calde e precoci (non sono rare massime di 30 °C o 35 °C a fine maggio).[2]
- La meseta e le regioni interne, con un clima in molte zone di tipo mediterraneo sub-continentale e in altre continentale. Questo clima caratterizza la maggior parte della Penisola iberica. Nelle regioni da esso interessate le temperature invernali sono piuttosto basse, ma non rigide (generalmente comprese, in gennaio, fra i 0 °C e i 7 °C per questo e sensibilmente inferiori per quello continentale), mentre quelle estive sono elevate e le precipitazioni sono irregolari. In generale, le comunità occidentali fruiscono di maggiori precipitazioni rispetto a quelle orientali.[2]
- La Galizia e le regioni cantabriche che si affacciano sull'Atlantico (Asturia, Cantabria e Paese Basco) con un clima mite di tipo oceanico, caratterizzato dall'abbondanza di piogge durante tutto l'anno (specialmente d'inverno) e da temperature sia invernali che estive molto gradevoli (6 °C o 9 °C in gennaio e circa 20 °C in luglio ed agosto).[2]
- Le zone elevate delle cordigliere interne (Cordigliera Cantabrica, Sistema Iberico, Cordigliera Betica, ecc.), dei Pirenei e delle quote più alte delle Canarie, contraddistinte da inverni rigidi (generalmente al di sotto dei 0 °C) e da estati molto fresche (inferiori per lo più ai 15 °C). Le precipitazioni sono in tali zone abbondanti e rivestono spesso un carattere nevoso.[2]
- Le subregioni desertiche presenti soprattutto nel sud-est peninsulare e nella Valle del Ebro, caratterizzate da climi aridi o addirittura desertici (con precipitazioni inferiori ai 300 mm). Fra queste: Il Desierto de Tabernas oltre ad estese zone della Provincia di Almería, (come il Cabo de Gata, dove si registrano meno di 200 mm annui), di Granada (Guadix), di Murcia ed Alicante. Nel nord peninsulare si estende il Deserto de los Monegros nella valle dell'Ebro (Aragona) in cui l'"effetto foehn" è la causa principale di precipitazioni scarsissime[3]
- Le Canarie infine, hanno invece un clima decisamente subtropicale, con temperature calde lungo tutto l'arco dell'anno (oscillanti tra i +16/+18 °C di gennaio e i +25 °C di  luglio) e precipitazioni scarse (più abbondanti nelle isole occidentali) o scarsissime (deserto delle Dune di Maspalomas, nell'isola di Gran Canaria). Va a tale proposito sottolineato che le coste meridionali della penisola (fra Tarifa ed Almería), sono caratterizzate da temperature invernali molto miti (in gennaio a Marbella si registra una temperatura media di 11,9 °C, mentre ad agosto, mese più caldo dell'anno, essa sale a +26,8 °C), si tratta di regimi termici simili a quelli che contraddistinguono le aree più meridionali del bacino mediterraneo (Sicilia occidentale, Creta, Cipro) e le coste  settentrionali africane e che fanno da transizione tra il clima mediterraneo e quello subtropicale vero e proprio, tipico delle Canarie e delle coste atlantiche africane tra il 25º e il 35º parallelo Nord. Le precipitazioni in tali zone sono però mediamente più abbondanti rispetto a quelle delle Canarie.[4]